# Strobilanthes labordei
Strobilanthes labordei är en akantusväxtart som beskrevs av H. Lév.. Strobilanthes labordei ingår i släktet Strobilanthes och familjen akantusväxter. Inga underarter finns listade i Catalogue of Life.